# 桜丘町 (渋谷区)
桜丘町（さくらがおかちょう）は、東京都渋谷区の町名。「丁目」の設定のない単独町名である。住居表示実施済区域。
郵便番号は、150-0031、150-6201～6239及び150-6290（後述）。

## 地理
渋谷駅のすぐ南に位置する。1970年の住居表示実施により消滅した旧町名の大和田町を町域に含み、町内にある渋谷区文化総合センター大和田や、同施設と渋谷駅を結ぶフジエクスプレスの路線バス「大和田シャトル」などに旧町名の名残が見られる。
かつては戸建住宅や個人商店が多かったが、1980年代に入るとマンションが増え始めた。1964年東京オリンピック開催に伴い、国道246号（玉川通り）の上部に首都高速3号渋谷線が開通し、オフィスビルや飲食店をはじめとした商業地化が進んだ。
町内には渋谷インフォスタワー 、セルリアンタワー、渋谷区文化総合センター大和田などの高層ビルが建設され、渋谷の新たなIT拠点ともなっている。セルリアンタワーは東京急行電鉄（現：東急株式会社）本社跡地に建設された再開発ビル、渋谷区文化総合センター大和田は旧大和田小学校の跡地に建設され、地域の避難所にも指定されている。
渋谷駅から西口歩道橋を渡ると「さくら通り」（都市計画道路補助線街路第50号線）と呼ばれる桜並木の坂道があり、毎年桜の季節になると通行人の目を楽しませている。この桜は道玄坂のイベントで使用したものを道玄坂から譲り受け移植したもので(※全てではない)、桜並木となる以前は柳が植えられていた。
2006年には「渋谷さくらフェスタ2006」が開催された。地域のイベントとして、毎年3月には「さくら祭り」、7月には「七夕祭り」、9月には「桜丘秋祭り」が開催される。
2023年11月30日の竣工を目指して、2.6ヘクタールに及ぶ大規模再開発「渋谷駅桜丘口地区第一種市街地再開発事業（Shibuya Sakura Stage）」が行われている。さらに、さくら通りを含む隣接エリア2.1ヘクタールの再開発事業も予定されている。

### 日本郵便
- 集配担当する郵便局と郵便番号は以下の通りである[8]。

| 町丁・ビル名                                               | 郵便番号           | 集配郵便局 |
| ---------------------------------------------------------- | ------------------ | ---------- |
| 桜丘町                                                     | 150-0031           | 渋谷郵便局 |
| サクラステージSHIBUYAサイドSHIBUYAタワー（地階・階層不明） | 150-6290           | 渋谷郵便局 |
| サクラステージSHIBUYAサイドSHIBUYAタワー 1階〜39階         | 150-6201〜150-6239 | 渋谷郵便局 |

※サクラステージSHIBUYAサイドSHIBUYAタワーの郵便番号は6・7ケタ目に地上階毎の郵便番号が割り振られています。（例：1階は「01」、10階は「10」）

## 歴史
- 1907年（明治40年）1月21日 - 大和田小学校（のちの渋谷区立大和田小学校）が開校[9]。
- 1928年（昭和3年）1月1日 - 渋谷町の大字・小字区域で、町名変更・地番変更を実施（昭和2年11月22日東京府告示第506号）。東京府豊多摩郡渋谷町桜丘（1～98）となる。
- 1932年（昭和7年）10月1日 - それまで15区であった東京市に20区を新設し35区となる。渋谷町・千駄ヶ谷町・代々幡町を廃して東京市へ編入し、渋谷区を設置（昭和7年5月24日東京府告示第310・311号）。20区新設後の改称町名は東京市渋谷区桜丘町となる（昭和7年9月29日府告示第635号）。
- 1952年（昭和27年）9月1日 - 渋谷防犯桜丘支部から桜丘町会が発足する。
- 1970年（昭和45年）1月1日 - 住居表示を実施[9]。大和田町[9]、鶯谷町、南平台町の各一部を編入。
- 1991年（平成3年）- 道玄坂から7本のソメイヨシノを桜丘通り（現：さくら通り）に移植[9]。以前は柳が植えられていた。
- 1997年（平成9年）4月1日 - 渋谷区立小学校の統廃合により、大和田小学校は渋谷小学校、大向小学校と3校で統合し、神南小学校へ引き継がれる[9]。
- 1998年（平成10年）3月 - 渋谷インフォスタワーが竣工[9]。
- 2001年（平成13年）3月 - 東京急行電鉄（現：東急株式会社）本社跡地にセルリアンタワーが竣工[9]。
- 2010年（平成22年）6月 - 渋谷区文化総合センター大和田が竣工[9]。2階に旧大和田小学校の校歴展示室がある。
- 2019年（令和元年）10月1日 - 東京都は桜丘町を含む渋谷の繁華街一帯を暴力団排除条例に基づき暴力団排除特別強化地域に指定[10]。

## 世帯数と人口
2024年（令和6年）12月1日現在（渋谷区発表）の世帯数と人口は以下の通りである。
- 世帯数 : 1,271世帯
- 人口 : 1,871人

### 人口の変遷
国勢調査による人口の推移。
| 年                 | 人口  |
| ------------------ | ----- |
| 1995年（平成7年）  | 1,256 |
| 2000年（平成12年） | 1,428 |
| 2005年（平成17年） | 1,230 |
| 2010年（平成22年） | 1,420 |
| 2015年（平成27年） | 1,810 |
| 2020年（令和2年）  | 1,916 |

### 世帯数の変遷
国勢調査による世帯数の推移。
| 年                 | 世帯数 |
| ------------------ | ------ |
| 1995年（平成7年）  | 637    |
| 2000年（平成12年） | 804    |
| 2005年（平成17年） | 746    |
| 2010年（平成22年） | 983    |
| 2015年（平成27年） | 1,194  |
| 2020年（令和2年）  | 1,366  |

## 学区
区立小・中学校に通う場合、学区は以下の通りとなる（2023年3月時点）。
| 番地 | 小学校             | 中学校             | 調整区域による変更可能校              |
| ---- | ------------------ | ------------------ | ------------------------------------- |
| 全域 | 渋谷区立神南小学校 | 渋谷区立松濤中学校 | 渋谷区立猿楽小学校 渋谷区立鉢山中学校 |

## 事業所
2021年（令和3年）現在の経済センサス調査による事業所数と従業員数は以下の通りである。
- 事業所数 : 1,026事業所
- 従業員数 : 16,293人

### 事業者数の変遷
経済センサスによる事業所数の推移。
| 年                 | 事業者数 |
| ------------------ | -------- |
| 2016年（平成28年） | 1,001    |
| 2021年（令和3年）  | 1,026    |

### 従業員数の変遷
経済センサスによる従業員数の推移。
| 年                 | 従業員数 |
| ------------------ | -------- |
| 2016年（平成28年） | 15,259   |
| 2021年（令和3年）  | 16,293   |

## 施設
- Shibuya Sakura Stage

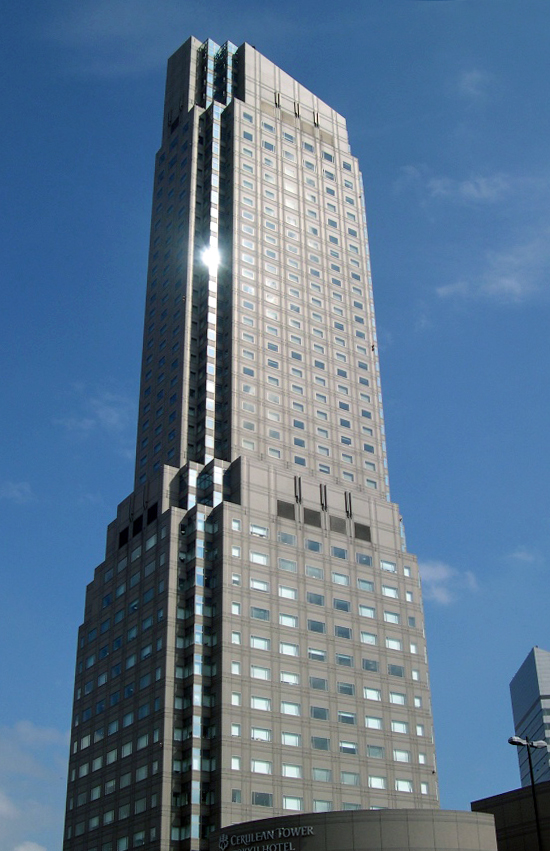
渋谷インフォスタワー
- セルリアンタワー
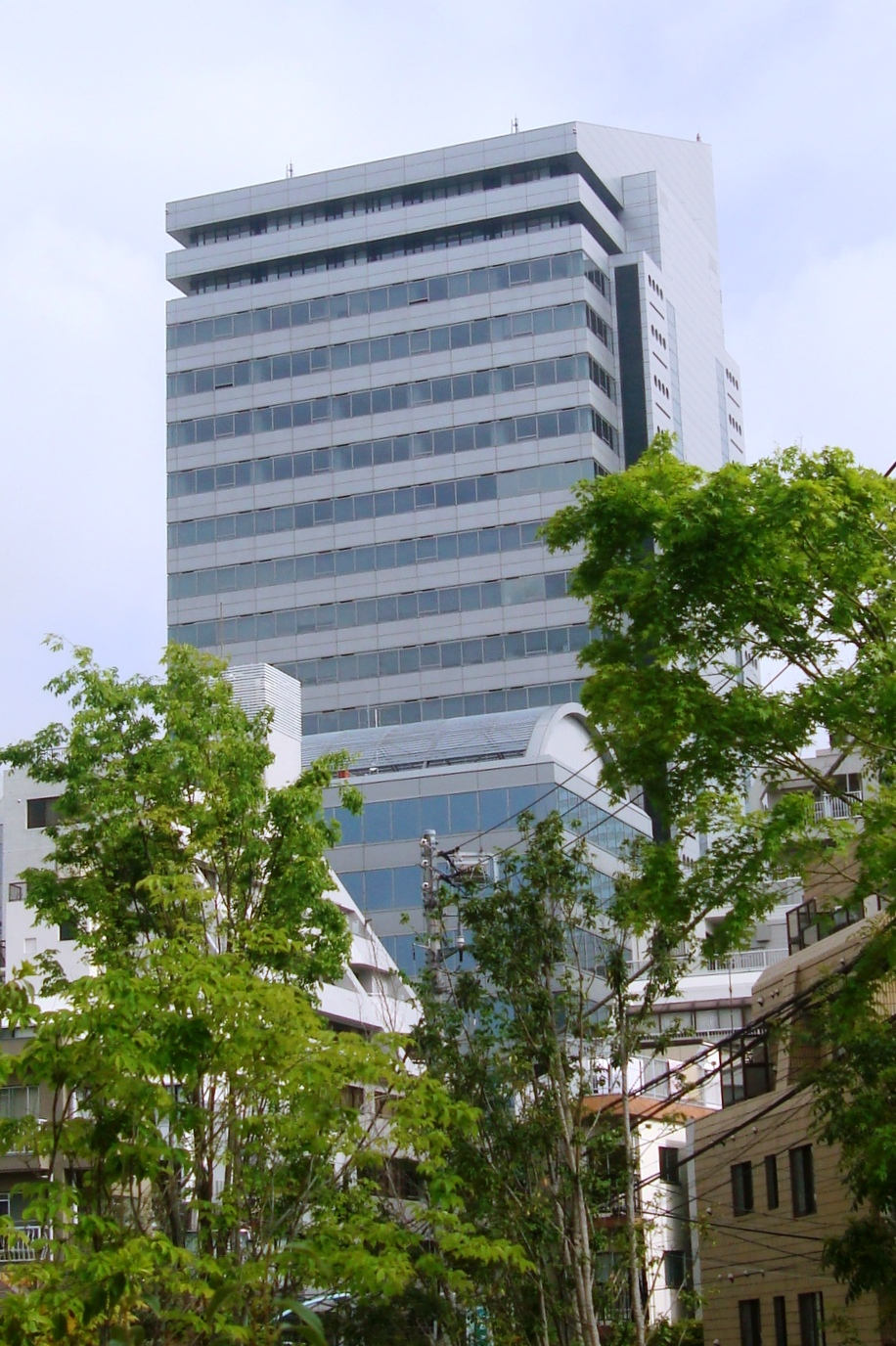
渋谷区文化総合センター大和田
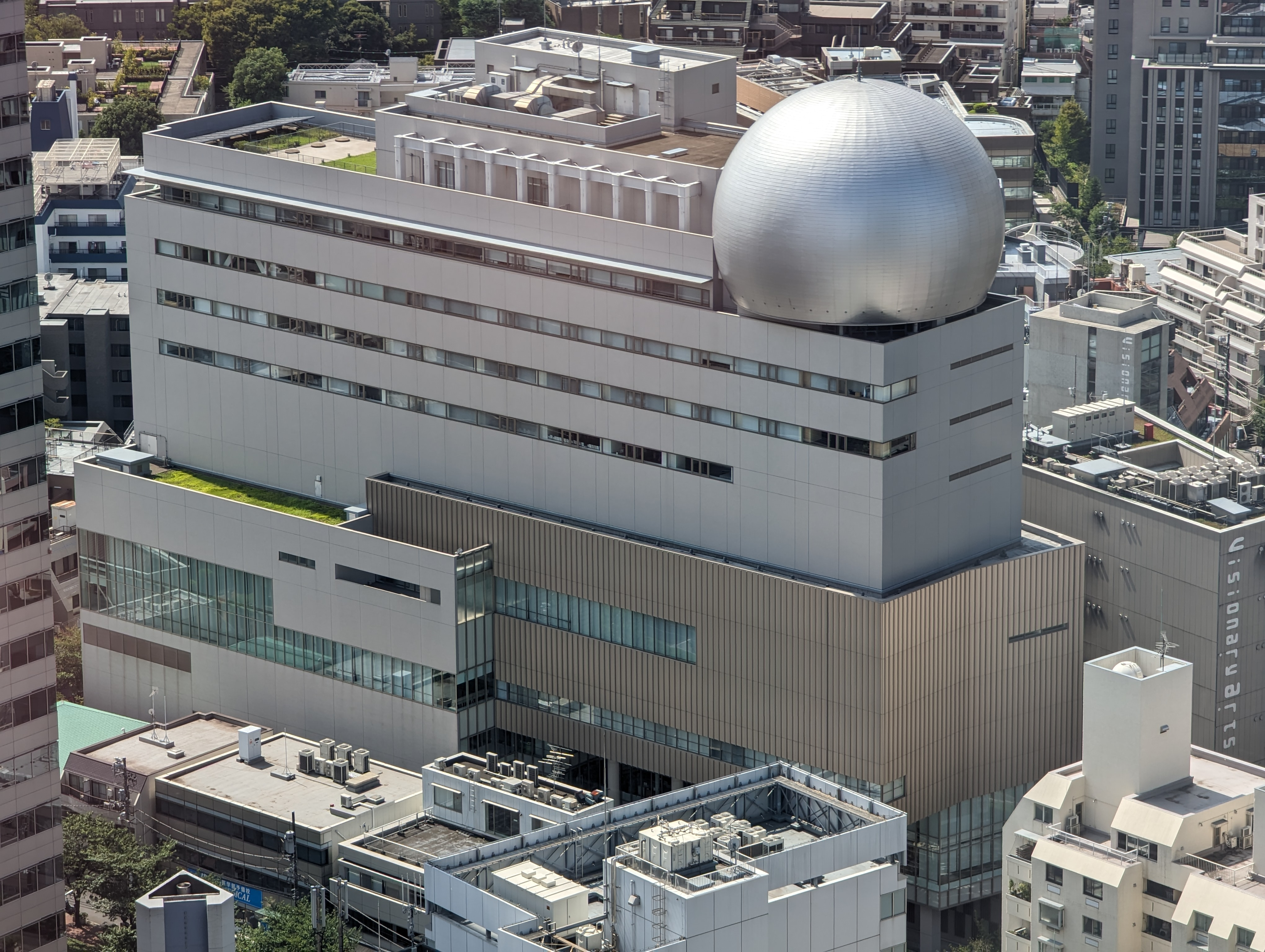
渋谷区文化総合センター大和田
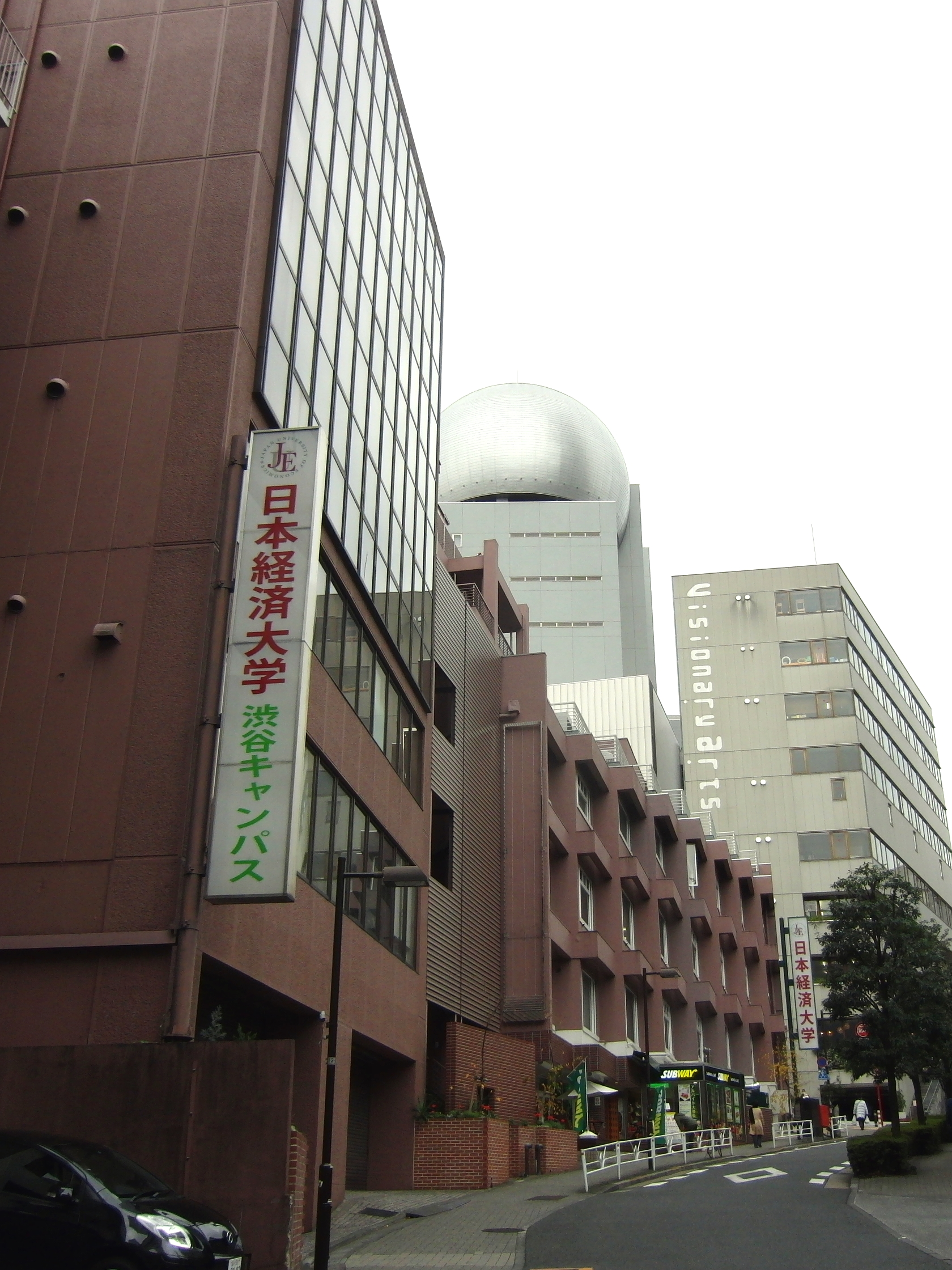
日本経済大学東京渋谷キャンパス
- 渋谷区住民自主管理施設 桜丘町施設
- 日本基督教団中渋谷教会

- セルリアンタワー
- 渋谷インフォスタワー
- 渋谷区文化総合センター大和田
- 日本経済大学 東京渋谷キャンパス

### かつて存在した施設
- 渋谷区立大和田小学校
- 渋谷区立大和田幼稚園
- 渋谷区立桜丘保育園
- ユーロスペース
- 渋谷会館
- 東洋会館
- 日本会館
- ハマボウル
- ヤマハエレクトーンシティ渋谷
- 渋谷ロゴスキー本館
- 南国酒家 渋谷桜丘店
- 第一家庭電器 渋谷店
- フルハムロード

## 桜丘町が登場する作品
- プーサン - 1953年、東宝
- 大冒険 - 1965年、東宝
- クレージーの怪盗ジバコ - 1967年、東宝
- クレージーのぶちゃむくれ大発見 - 1969年、東宝
- あゝ決戦航空隊 - 1972年、東映。鶴田浩二演じる大西瀧治郎軍令部次長官舎跡の建物がラストシーンで映し出される。ただし、現在東急本社が置かれる同官舎跡地の住所は南平台町になる。
- 岸辺のアルバム - 1977年、TBSテレビ。ラブホテルのシーンなどは桜丘が舞台。
- 俺たちの祭 - 1977 - 1978年、日本テレビ・ユニオン映画。
- サイレントマジョリティー - 2016年、欅坂46のデビューシングル。ミュージックビデオにさくら通りを背景にメンバーが一列に並ぶシーンがある[20]。